# Articoli del greco antico
L’articolo (dal latino articulus da artus, "cioè che unisce - giuntura") ha due funzioni: determinativa / dimostrativa; nella prima forma esso è l'articolo vero e proprio, nella seconda si usa il pronome dimostrativo., sulla base di un processo di evoluzione analogo a quello del pronome dimostrativo del latino ille, illa, illud = quello, quella, quello/quella cosa (maschile, femminile, neutro), o nell'articolo determinativo dell'italiano il, la, lo.
In greco antico non esiste l'articolo indeterminativo (stessa cosa per il latino), a differenza di altre lingue, tra cui l'italiano, perciò spesso, quando occorre tradurre una forma indeterminativa, lo si riconosce dal fatto che un sostantivo, o un aggettivo, viene scritto senza l'articolo determinativo (tra i casi più frequenti).

## Caratteristiche
Nell'originale forma indoeuropea, ripresa poi nell'alfabeto greco, l'articolo doveva corrispondere a un *σο per il maschile, e a un *σα per il femminile. Successivamente con l'evoluzione della lingua il -σ a inizio parola iniziò ad essere meno sentito, e con l'indebolirsi scomparve. Ciò è da ricollegarsi allo studio grammaticale dei fenomeni fonetici del greco antico: eliminazione, assimilazione, elisione, epentesi ecc.. L'eliminazione di una consonante davanti a vocale, nella parola, comporta un allungamento di compenso della quantità vocalica stessa. 
Quando il σ si trova a inizio di parola o antevocalica, questa acquista lo spirito aspro, fenomeno di quasi tutti i dialetti greci antichi, ma a volte l'aspirazione non è mantenuta, producendo la psilosi, mentre può accadere che parole con la stessa radice indoeuropea mantengano la s iniziale, come *σεπτά >  ἑπτά con spirito aspro alla -ε, a segnalare l'aspirazione avvenuta con la caduta di -σ; mentre in latino si dice septem per indicare il numero.
Questa è solo un'introduzione breve al fenomeno della caduta del -σ, parlando del caso dell'articolo, in cui doveva trovarsi davanti a vocale a inizio di parola, vista l'aspirazione nella pronuncia.
Nel dialetto ionico attico, l'articolo si allunga in ἡ per il femminile, da un tema *to-ta si è poi formato il resto della declinazione che comprende i generi maschile, femminile, neutro, e i tre numeri: singolare, duale, plurale, rispecchiando le terminazioni della seconda declinazione per il maschile - neutro, e la prima declinazione per il femminile, con l'allungamento vocalico dell' α impuro lungo, ossia -η.
I casi retti del neutro derivano da un'originaria forma antica, derivata dall'indoeuropeo *τοδ, analoga a quella dei pronomi neutri latini illud, istud, aliud, con caduta della dentale -δ in fine di parola. Le forme del nominativo plurale sia maschile che femminile erano originariamente le enclitiche τοι e ται, che ricorrono frequentemente nei poemi di Omero, per poi uniformarsi in οἱ e αἱ.

## Declinazione dell'articolo determinativo
Per indicare un sostantivo in forma generica e non "determinata" con l'articolo, solitamente c'è la sostituzione con -δέ- come ad esempio ὁ μέν ... ὁ δέ l'uno ... l'altro (questo ... quello...). 
In greco non esistono articoli indeterminativi. L'indefinitezza di indeterminatezza, si può rinvenire il pronome indefinito τις, enclitico, che significa "un tale", "un certo", ma nella maggior parte dei casi, semplicemente non viene inserito l'articolo davanti al sostantivo o all'aggettivo sostantivato.

### Singolare
| Caso       | MASCHILE       | FEMMINILE | NEUTRO         |
| ---------- | -------------- | --------- | -------------- |
| Nominativo | ὁ il, lo       | ἡ la      | τό il, lo      |
| Genitivo   | τοῦ del, dello | τῆς della | τοῦ del, dello |
| Dativo     | τῷ al, allo    | τῇ alla   | τῷ al, allo    |
| Accusativo | τόν il, lo     | τήν la    | τό il, lo      |

### Plurale
| Caso       | MASCHILE       | FEMMINILE | NEUTRO         |
| ---------- | -------------- | --------- | -------------- |
| Nominativo | οἱ i, gli      | αἱ le     | τά i, gli      |
| Genitivo   | τῶν dei, degli | τῶν delle | τῶν dei, degli |
| Dativo     | τοῖς ai, agli  | ταῖς alle | τοῖς ai, agli  |
| Accusativo | τούς i, gli    | τάς le    | τά i, gli      |

### Duale
| Caso | MASCHILE        | FEMMINILE           | NEUTRO          |
| ---- | --------------- | ------------------- | --------------- |
| N.A. | τώ i due        | τά le due           | τώ i due        |
| G.D. | τοῖν dei/ai due | ταῖν delle/alle due | τοῖν dei/ai due |

- Il femminile duale distinto dell'articolo determinativo, nom. acc. τά, gen. dat.ταῖν, è arcaico, e ben presto è sostituito dalle forme del maschile, cosicché in età classica, dalla metà del V secolo. a. C. in poi, l'articolo duale (che comunque tende a essere usato sempre meno, in concomitanza con il ritrarsi del numero duale) avrà un'unica forma in tutti e tre i generi.
- Nel vocativo si usa l'interiezione ὦ, anche se non è molto presente nei testi originali. Da notare che, trattandosi di un'interiezione, non è una forma declinata né ha nulla a che fare con la formazione dell'articolo.

L'articolo determinativo greco si usa quasi sempre come in italiano, salvo per due eccezioni:
- si premette sempre anche ai nomi propri, davanti ai quali in italiano standard si omette, ad es.  ὁ Σωκράτης, "Socrate";
- non si usa articolo davanti a nomi che indicano concetti astratti o oggetti considerati come categorie universali nei proverbi: ad es. ἐν οἴνῳ ἀλήθεια, "nel vino c'è la verità" (lat.in vino veritas).

### Uso dell'articolo determinativo nella sintassi
L'uso proprio dell'articolo è legato alla funzione di determinare, individuare precisamente i sostantivi che precede, e di fare riferimento a qualcosa di noto o già menzionato (ἡ ἀλώπηξ - la volpe), ossia quella determinata volpe di cui si sta parlando nel discorso; mentre al contrario quando l'articolo è assente dinanzi al sostantivo, esso ha funzione indeterminativa. Un esempio chiarificatore può essere dato dalle brevi Favole di Esopo, in cui spesso il sostantivo non è preceduto da articolo: ἀλώπηξ καί κροκόδειλος (una volpe e un coccodrillo...); essi sono esempi generici, nell'intenzione di Esopo, desunti dal mondo animale, e proposti come elementi universali del comportamento, e del fine morale che ha il determinato racconto, secondo il convenzionale uso della narrativa favolistica.
L'articolo determinativo ha anche funzione sostantivante, nei confronti dell'aggettivo, formando un sostantivo concreto: ὁ ἀγαθός Περικλῆς (il valoroso Pericle). L'articolo davanti a nomi propri ha varie funzioni:
- davanti a nome proprio di persona, mai a inizio discorso né in poesia, l'articolo sta solitamente a "determinare" la persona di cui si parla, solitamente quando qualcuno è presentato nella sua veste, ossia "il figlio di...", come Σωκράτης Σωφρονίσκου (Socrate di Sofronisco, solitamente viene sottinteso figlio di).
- in geografia, solitamente l'articolo è omesso, la fonte principale è il geografo Strabone,ma a volte per indicare una particolare familiarità con un luogo, una città, un mare, una pianura, si usa (cfr. Senofonte, Costituzione degli Spartani, 1,1)

## L'articolo greco con funzione di pronome dimostrativo
L'articolo conserva l'originario valore di dimostrativo in alcune espressioni correlative come ὁ μέν, ὁ δέ, ὁι δέ (l'uno...l'altro, gli uni, gli altri...), queste due particelle dimostrative come, quelle neutre, si usano insieme nel periodo, ovvero τò μέν, τò δέ (da una parte, dall'altra), oppure in altre locuzioni come ὁ δέ da solo ("e quello..."), a inizio di frase, oppure ἑν τοῖς (tra l'altro).
ὅδε; ἥδε; τόδε / τοῦδε; τῆσδε; τοῦδε "questo, questa, questa (cosa)" (maschile, femminile, neutro), questo pronome indica una persona o una cosa vicina a chi parla o qualcuno o qualcosa di cui si sta per parlare. Questo pronome si forma unendo l'articolo greco ὅ; ἥ; τό alla particella rafforzativa enclitica -δε.
La seconda forma del pronome dimostrativo οὗτος, αὕτη, τοῦτο si forma in due modi: 
- ουτο-/τουτο e αυτα-/ταυτα (derivati da una forma con σ iniziale poi caduto), usati per il nominativo singolare e plurale maschile e femminile; dal tema τουτο- derivano il maschile e il neutro, eccettuati i casi retti; da ταυτα- il femminile e i casi retti del neutro plurale.
- Seconda ipotesi: la declinazione del pronome deriverebbe dalle forme indoeuropee *του-, ταυ-, da cui deriverebbero le forme del pronome, con l'aggiunta dell'articolo e delle relative desinenze nel singolare, plurale e duale, usando poi la seconda declinazione per il maschile e neutro, e la prima declinazione per il femminile.

Un'altra forma del pronome dimostrativo è ἐκεῖνος; ἐκείνη; ἐκεῖνο, che viene usato in posizione predicativa, e ha il significato di "stesso" (questo stesso...), o anche "medesimo".
Pronomi in funzione di aggettivi (della I classe) dimostrativi, sono:
- τόσος, -η, -ον (tale, di tale quantità)
- τοῖος, -οία, -ῖον (tale)
- τήλικος, -η, -ον (di tale età)

- τοσόσδε, τοσήδε, τοσόνδε (tanto grande) e si ripete la stessa declinazione con le altre forme τοῖος, -οία, -ῖον (tale); τήλικος, -η, -ον (di tale età)

- τοσοῦτος, αύτη, -oῦτον (tanto grande), e si forma nelle stesse maniere con τοῖος, -οία, -ῖον (tale); τήλικος, -η, -ον (di tale età).